# Vetenskapsåret 1961

## Händelser

### Astronomiochrymdfart
- 12 april - 27-årige sovjetiske majoren Jurij Gagarin blir den första människan i rymden [1].
- 5 maj - Alan Shepard blir den förste amerikanen i rymden.
- 25 maj - USA:s president John F. Kennedy tillkännager att USA inom 10 år skall landsätta en människa på Månen [2].
- 21 juli - Virgil I. Grissom blir den andre amerikanen i rymden.
- 6 augusti - Den sovjetiske kosmonauten Herman Titov genomför en 24 timmar lång rymdfärd.
- 14 augusti - Den första svenska obemannade rymdraketen skjuts upp.

### Astronomi
- Okänt datum - Humasons komet siktas för första gången.[2]

### Fysik
- 3 oktober - Sigvard Eklund från Sverige väljs till generaldirektör för IAEA.[3]
- 30 oktober - Sovjetunionen detonerar vätebomben Tsar Bomba på ön Novaja Zemlja i Norra ishavet.[3]

### Genetik
- 15 maj - Heinrich Matthaei utför ensam Poly-U-experimentet och blir först att undersöka den genetiska koden. Detta räknas som den moderna genetikens födelse.[4]

### Teknik
- 9 mars - Nils Bohlin erhåller patent i Tyskland för sitt säkerhetsbälte (Sicherheitsgurt fûr Fahrzeuge, patent-nr DE 1101987,[5] i Sverige 1969).

## Pristagare
- Bigsbymedaljen: Alwyn Williams [6]
- Copleymedaljen: Hans Krebs
- Brinellmedaljen: Per Geijer, Nils Harald Magnusson
- Nobelpriset: [7]
  - Fysik: Robert Hofstadter, Rudolf Mössbauer
  - Kemi: Melvin Calvin
  - Fysiologi/medicin: Georg von Békésy
- Sylvestermedaljen: Philip Hall
- Wollastonmedaljen: Roman Kozlowski [8]

### Fotnoter
1. ↑  20:e århundrades När Var Hur - 1961, Bernt Himmelstedt, Forum, 1999
2. 1 2  Så funkar universum, James Muirden
3. 1 2   Per-Erik Lindorm (1978). Ett folk på marsch. Albert Bonniers förlag. sid. 32. Läst 1 mars 2015
4. ↑  Hans-Jörg Rheinberger, "Experimentalsysteme – Eine Geschichte der Proteinsynthese im Reagenzglas" Wallstein ISBN 3-89244-454-4
5. ↑   patent-nr DE 1101987, Deutsches Patentamt (dpma.de) (läst 29 juni 2024)
6. ↑  ”Geological Society”. Arkiverad från originalet den 5 juni 2011. https://web.archive.org/web/20110605101836/http://www.geolsoc.org.uk/gsl/society/history/page753.html. Läst 13 april 2011.
7. ↑  ”Nobelpriset”. http://nobelprize.org/nobel_prizes/lists/all/index.html. Läst 10 april 2011.
8. ↑  ”Geological Society”. Arkiverad från originalet den 5 juni 2011. https://web.archive.org/web/20110605102217/http://www.geolsoc.org.uk/gsl/society/history/page750.html. Läst 14 april 2011.